# Walk All Over Me
Walk All Over Me é um filme de drama canadense lançado em 2007, escrito por Robert Cuffley e Jason Long. O filme é estrelado por Leelee Sobieski como "Alberta", uma garota de cidade pequena que assume a identidade falsa de sua ex-babá e atual colega de quarto dominatrix "Celene", interpretada por Tricia Helfer. Lothaire Bluteau, Michael Eklund, Michael Adamthwaite e Jacob Tierney também estrelam o filme. Foi dirigido por Cuffley e produzido por Carolyn McMaster.
Estréia de Walk All Over Me no Festival de Toronto de 2007, onde foi comprada pela The Weinstein Company.

## Sinopse
Alberta deixa sua pequena cidade natal para se mudar para a cidade e se muda com sua ex-babá, Celene, que usa botas de cano alto e agora é uma dominadora profissional. Sem dinheiro, Alberta decide se passar pela identidade de sua colega de quarto, atraída pela taxa de pagamento de US$300 por hora. Enquanto trabalhava com seu primeiro cliente, Paul, três homens invadem a casa, acreditando que Paul roubou meio milhão de dólares deles. Paul se defende, dizendo que, independentemente do dinheiro que tenha, ele ganhou no cassino. Alberta foge do local, pegando o dinheiro de Paul ao sair, o que leva os ladrões a acreditarem que ela também está envolvida no roubo. Durante o resto do filme, Alberta e Celene tentam lidar com os três ladrões e resgatam Paul deles.

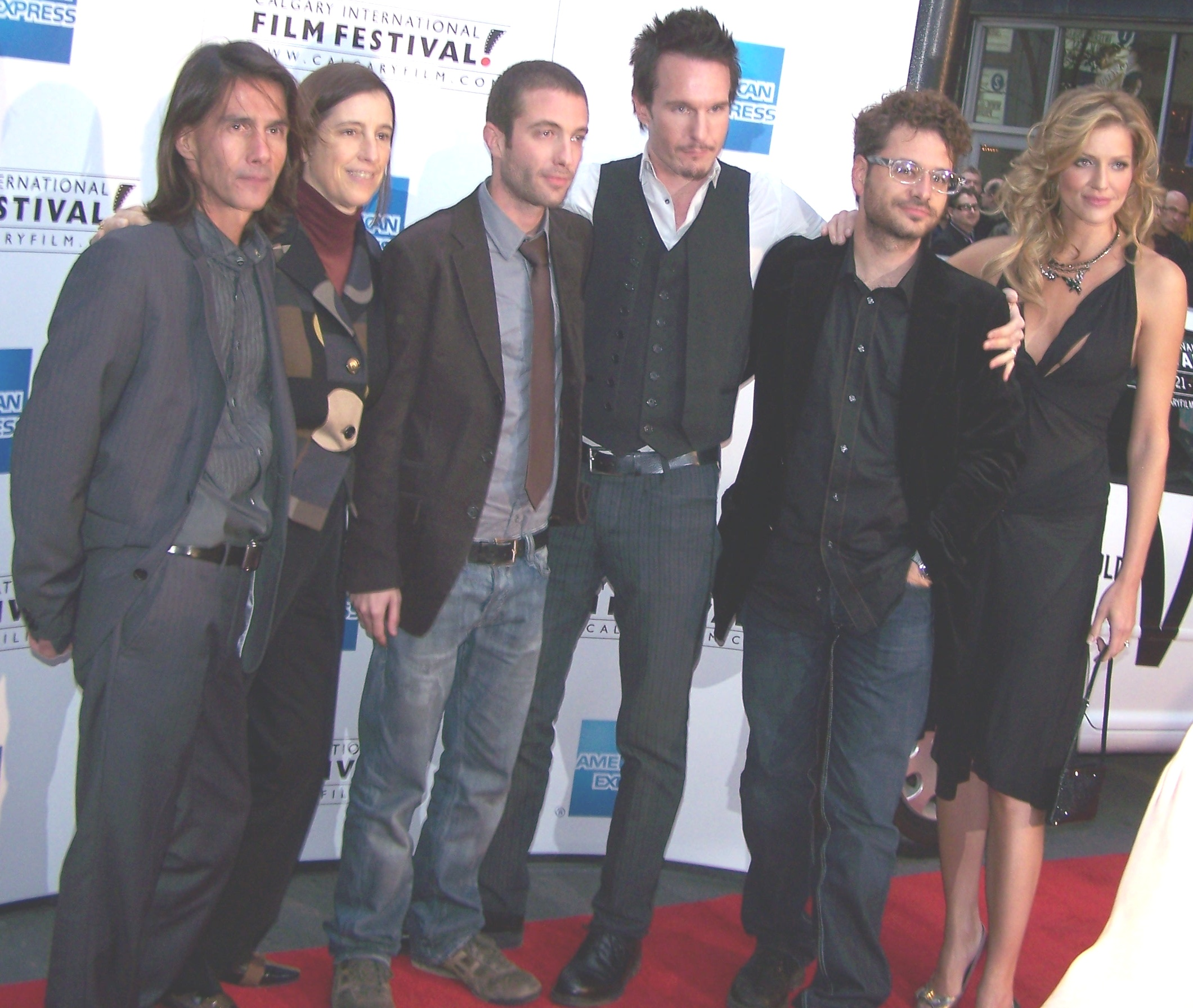
Da esquerda para a direita: Lothaire Bluteau, Carolyn McMaster, Jacob Tierney, Michael Eklund, Robert Cuffley, e Tricia Helfer (Calgary International Film Festival 2007)

## Elenco
- Leelee Sobieski como Alberta, uma garota da cidade pequena
- Tricia Helfer como Celene, ex-babá de Alberta e dominatrix profissional
- Lothaire Bluteau como Rene, proprietário do clube que acredita que Paul esconde dinheiro dele
- Jacob Tierney como Paul, recém-chegado a Vancouver
- Michael Eklund como Aaron, ex-presidiário e irmão de Isaac
- Michael Adamthwaite como Isaac, irmão de Aaron, e trabalha para Rene
- Ross McMillan as Spencer, como Spencer, escravo regular de Celene

## Produção
Enquanto o filme se passa em Vancouver, as principais filmagens foram feitas em Manitoba.

## Recepção

### Comentários
O Rotten Tomatoes lista duas críticas positivas, e duas negativas.

### Premiações
| Prêmios      | Prêmios | Prêmios                                               | Prêmios             | Prêmios   |
| Prêmio       | Ano     | Categoria                                             | Nome                | Resultado |
| ------------ | ------- | ----------------------------------------------------- | ------------------- | --------- |
| AMPIA Awards | 2008    | Melhor Longa-Metragem                                 | Carolyn McMaster    | Venceu    |
| Leo Awards   | 2008    | Melhor Ator Coadjuvante em um Drama de Longa-Metragem | Michael Eklund      | Venceu    |
| Leo Awards   | 2008    | Melhor Atriz em Drama de Longa-Metragem               | Tricia Helfer       | Indicado  |
| Leo Awards   | 2008    | Melhor Ator Coadjuvante em um Drama de Longa-Metragem | Michael Adamthwaite | Indicado  |